# Condado de Crosby
O Condado de Crosby é um dos 254 condados do Estado americano do Texas. A sede do condado é Crosbyton, e sua maior cidade é Crosbyton.
O condado possui uma área de 2 335 km² (dos quais 6 km² estão cobertos por água), uma população de 7 072 habitantes, e uma densidade populacional de 3 hab/km² (segundo o censo nacional de 2000).
O condado foi fundado em 1876.